# Noah Zeeuw
Noah Joy Zeeuw (Woerden, 11 januari 1994) is een Nederlands youtuber. Hij is bekend van zijn eigen YouTubekanaal FilmFabriek en het YouTubekanaal Ponkers.

## Biografie
In 2013 startte het Duitse bedrijf Mediakraft met de Nederlandstalige versie van een Duits kanaal onder de naam Ponkers. Zeeuw werd via een castingbureau aangenomen als presentator. Per 1 mei 2016 nam het bedrijf MediaLane het kanaal over. In 2018 kregen de presentatoren, waaronder Zeeuw, het kanaal cadeau. In 2020 startte Zeeuw met het opzetten van zijn persoonlijke kanaal Noah Joy.
Tussendoor was Zeeuw in 2015 actief bij televisiezender Fox en presenteerde voor de zender onder meer de Emmy awards en Let's go Viral.
Zeeuw is sinds 2016 keeper bij Creators FC, een voetbalteam van Nederlandse youtubers.